# Ballondebat

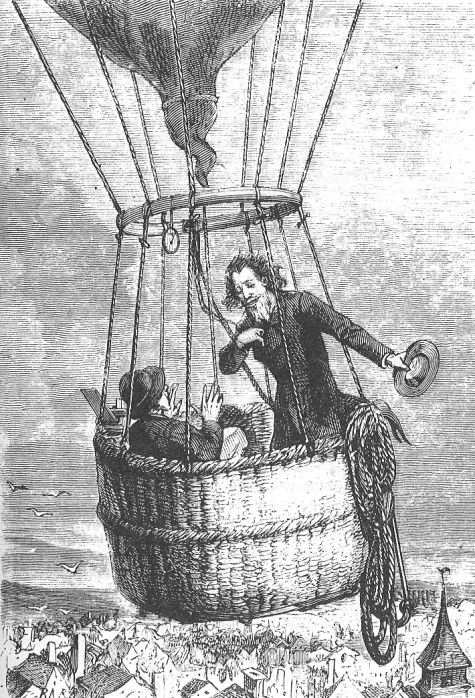
Jules Verne: "Un Drame dans les airs" (tekening Émile-Antoine Bayard)

Een ballondebat is een debat waarin een aantal sprekers proberen de goedkeuring van een publiek te winnen. Het publiek wordt uitgenodigd om zich voor te stellen dat de sprekers in een neerstortende heteluchtballon zitten en dat er iemand uit de mand moet worden gegooid om de anderen de redden.
Het debat heeft meestal plaats tussen drie tot vijf deelnemers. Elke spreker moet in een beperkte tijdspanne beargumenteren waarom ze niet uit de ballon moeten worden gegooid om de rest te redden. Doorgaans spreekt elke deelnemer namens een beroemd of fictief persoon. Het publiek beslist uiteindelijk wie er mag blijven en wie niet. Andere gevaarlijke situaties kunnen de plaats innemen van de neerstortende ballon, bijvoorbeeld een schipbreukvlot of een nucleaire bunker.
Ballondebatten worden vaak gebruikt door leraren in pogingen om studenten aan te moedigen "... prioriteit te geven aan inhoud met resulterende winst in complexiteit wanneer zij de taak uitvoeren." Deze manier van debatteren wordt in het Verenigd Koninkrijk ook gebruikt bij het onderwijzen van General Certificate of Secondary Education (GCSE) Engels.
De hedendaagse televisie heeft deze format overgenomen. De eerste en bekendste van dit genre is waarschijnlijk de realityserie Big Brother.